# Wettringen (Bawaria)
Wettringen – miejscowość i gmina w Niemczech, w kraju związkowym Bawaria, w rejencji Środkowa Frankonia, w regionie Westmittelfranken, w powiecie Ansbach, wchodzi w skład wspólnoty administracyjnej Schillingsfürst. Leży w paśmie Frankenhöhe, około 30 km na zachód od Ansbachu.

## Dzielnice
W skład gminy wchodzą następujące dzielnice: 
- Wettringen
- Obergailnau
- Untergailnau
- Grüb
- Seemühle
- Taubermühle
- Reichenbach